# Каракол (стадион)
«Каракол» — многофункциональный стадион в Караколе, Кыргызстан, домашний стадион футбольного клуба «Барс».
Был реконструирован в 2025 году.

## История
Стадион был признан аварийным ещё в 1972 году.
В 2024 году была начата полная реконструкция стадиона. Общая сумма ремонта составила 342 миллионов сомов. Проект включал ремонт подтрибунных помещений, строительство двух тренировочных полей с необходимыми условиями, благоустройство прилегающей территории и другие улучшения. Территория стадиона была расширена с 5,5 до 7 гектаров. В будущем планируется строительство западной трибуны.
Официальное открытие стадиона запланировано на 23 мая 2025 года перед очередным матчем Кыргызской Премьер-лиги, в котором местный «Барс» впервые примет соперника на родном стадионе.

## Общие сведения
Стадион соответствует международным стандартам и является домашней ареной футбольного клуба «Барс», основанный в конце 2024 года и ныне играющий в Кыргызской Премьер-лиге.
Основное поле стадиона покрыто гибридной травой. Настелены беговые дорожки.